# Кайани, Ашфак Парвез
Генерал Ашфак Парвез Кайани (урду  اشفاق پرویز کیانی ‎; род. 20 апреля 1952, Джелам) — пакистанский военный деятель. Входит в число 20 самых влиятельных людей мира по версии журнала TIME, командующий сухопутными войсками Пакистана. 24 июля 2010 года премьер-министр Пакистана Юсуф Реза Гилани на три года продлил полномочия генерала Кайани в качестве начальника штаба сухопутных войск. Таким образом, Кайани стал первым пакистанским четырёхзвёздным генералом, который получил продление срока полномочий от демократически избранного правительства. Ашфак Первез Кайани — первый пакистанский начштаба сухопутных сил, родившийся после получения страной независимости. Женат, двое детей. Является президентом Ассоциации гольфа Пакистана и заядлым игроком в эту игру. Клан генерала Кайани является одним из крупнейших и самых мощных в северной части округа Джелама в пакистанской провинции Пенджаб.

## Биография
Ашфак Парвез Кайани родился в апреле 1952 года в Джеламе. Сначала он закончил местный кадетский корпус в родном городе, а затем был принят на учёбу в военную академию города Какул. Его отец был военнослужащим, унтер-офицером (эквивалент звания старшина) в пакистанской армии. В августе 1971 года Ашфак Кайани получил звание второго лейтенанта и начал службу в Белуджистанском полку, принимал участие в третьей индо-пакистанской войне. В 1988 году он занимал должность заместителя военного секретаря в правительстве Беназир Бхутто. Затем закончил известный командно-штабной колледж в Кветте и военный колледж в Форт-Ливенуорте в США.
Первое сближение Мушаррафа с Кайани состоялось зимой 2001—2002 годов, когда началось противостояние с Индией. В то время Ашфак занимал должность Генерального директора военных операций — то есть был оперативным командующим армией. Отношения Пакистана и Индии ухудшились, после того как боевики устроили нападение на индийский парламент в 2001 году. Индия обвинила Исламабад в связях с террористической группировкой Лашкар-э-Тайба и мобилизовала свою армию к боевым действиям. Вскоре между двумя ядерными соседями были мобилизованы войска на протяжении всей 1500 км границы. Все это время генерал Кайани руководил передвижений войск и поддерживал контакт с индийской стороной, во многом благодаря его усилиям противостояние не переросло в полномасштабную войну. После этих событий генерал Кайани был назначен командиром элитного 10-го корпуса армии, расположенного в Равалпинди.
Президент Мушарраф всегда обращался к Кайани за поддержкой когда ситуация в стране начинала становиться сложной. Так, Ашфак курировал расследование покушения на президента Мушаррафа в декабре 2003 года. В своей книге «На линии огня», президент Мушарраф пишет, как расследование нападения сначала столкнулось с проблемами из-за межучрежденческого соперничества. «Но эти проблемы исчезли, когда я назначил Кайани во главе расследования» — написал Мушарраф. Наблюдатели считают, что именно с этого момента генерал Мушарраф начал полагаться на генерала Кайани для урегулирования кризиса. Расследование привело к тайному осуждению военным судом 11 человек, которые планировали и осуществляли нападение.
Вскоре после этого Ашфак Парвез был назначен главой межведомственной разведки Пакистана. В марте 2007 года Первез Мушарраф провёл чистку в рядах, отправив в отставку ряд высокопоставленных судей включая председателя Верховного суда — Ифтихара Чоудхри. Это неудачное начинание президента Мушаррафа вызвало политическую бурю, которая привела к сделкам с бывшими премьер-министрами Беназир Бхутто и Навазом Шарифом. Во время этих событий генерал Кайани соблюдал нейтралитет.
Он стал первым в истории директором межведомственной разведки который был назначен командующим сухопутными войсками Пакистана. После ухода с должности Мушаррафа, Кайани сыграл важную роль в урегулировании политического противостояния между Навазом Шарифом и Асифом Зардари в начале 2009 года. Как глава вооружённых сил, Кайани сформулировал чёткую стратегию по борьбе с растущей мощью талибов. Успех в долине Сват укрепил общественное мнение в мощи вооружённых сил страны, которое упало до рекордно низкой отметки во время эпохи Мушаррафа.
В последние годы наибольшим испытанием для генерала Кайани являлся вопрос с сепаратистским и террористическим подпольем в Вазиристане, однако он не торопился начать полномасштабное наступление в этом конфликтном регионе.
В ноябре 2013 года ушёл на пенсию.

## Галерея

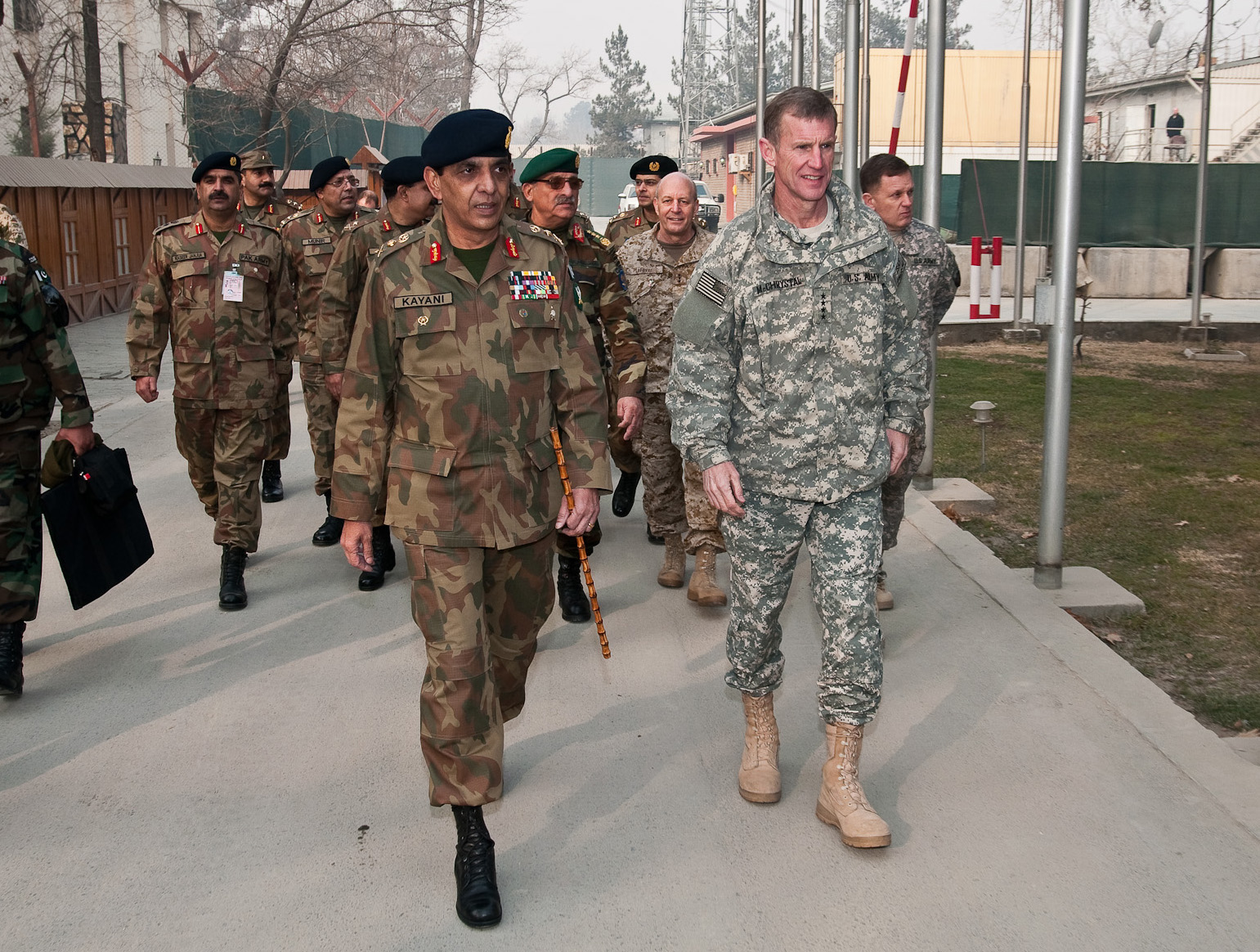
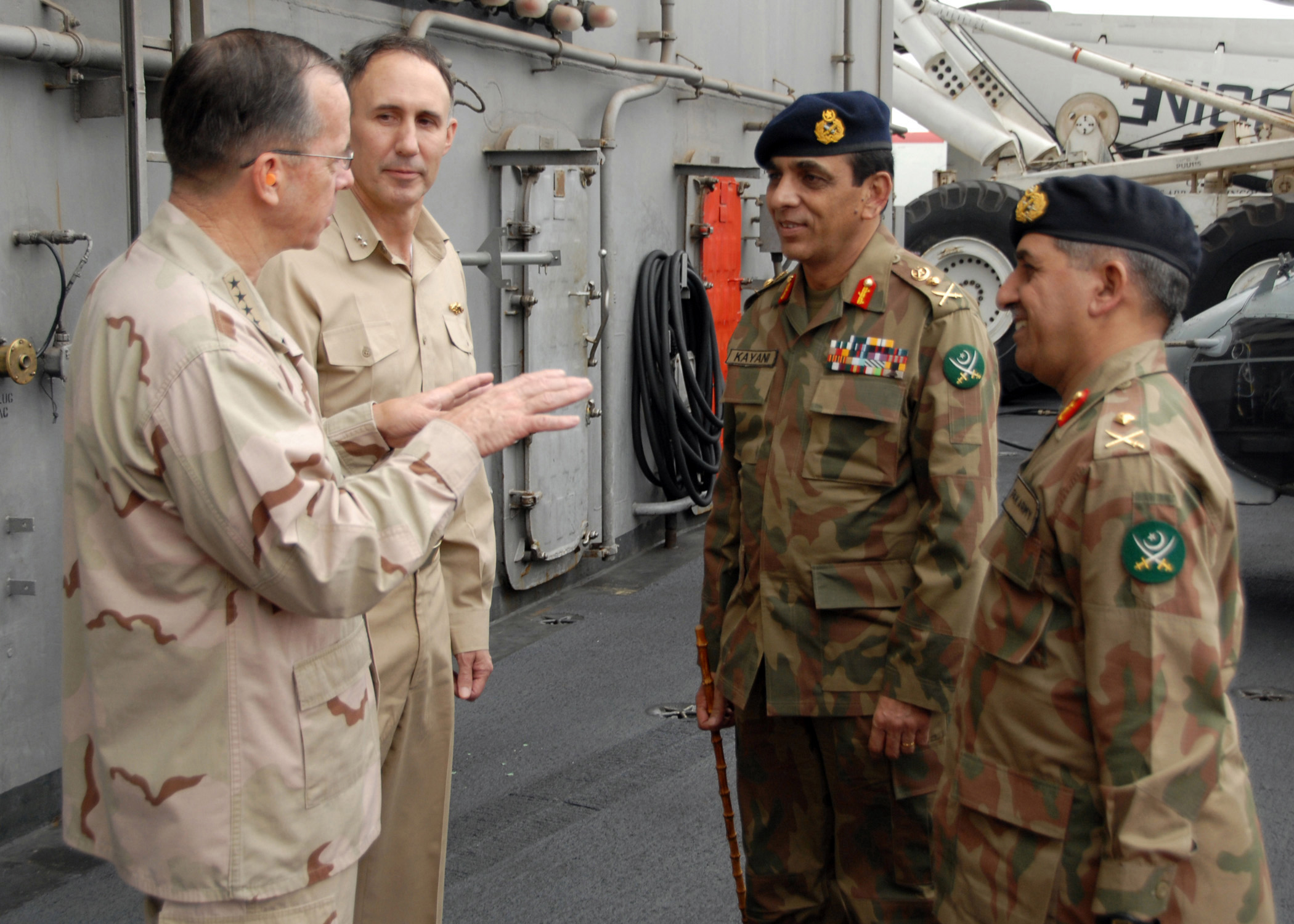
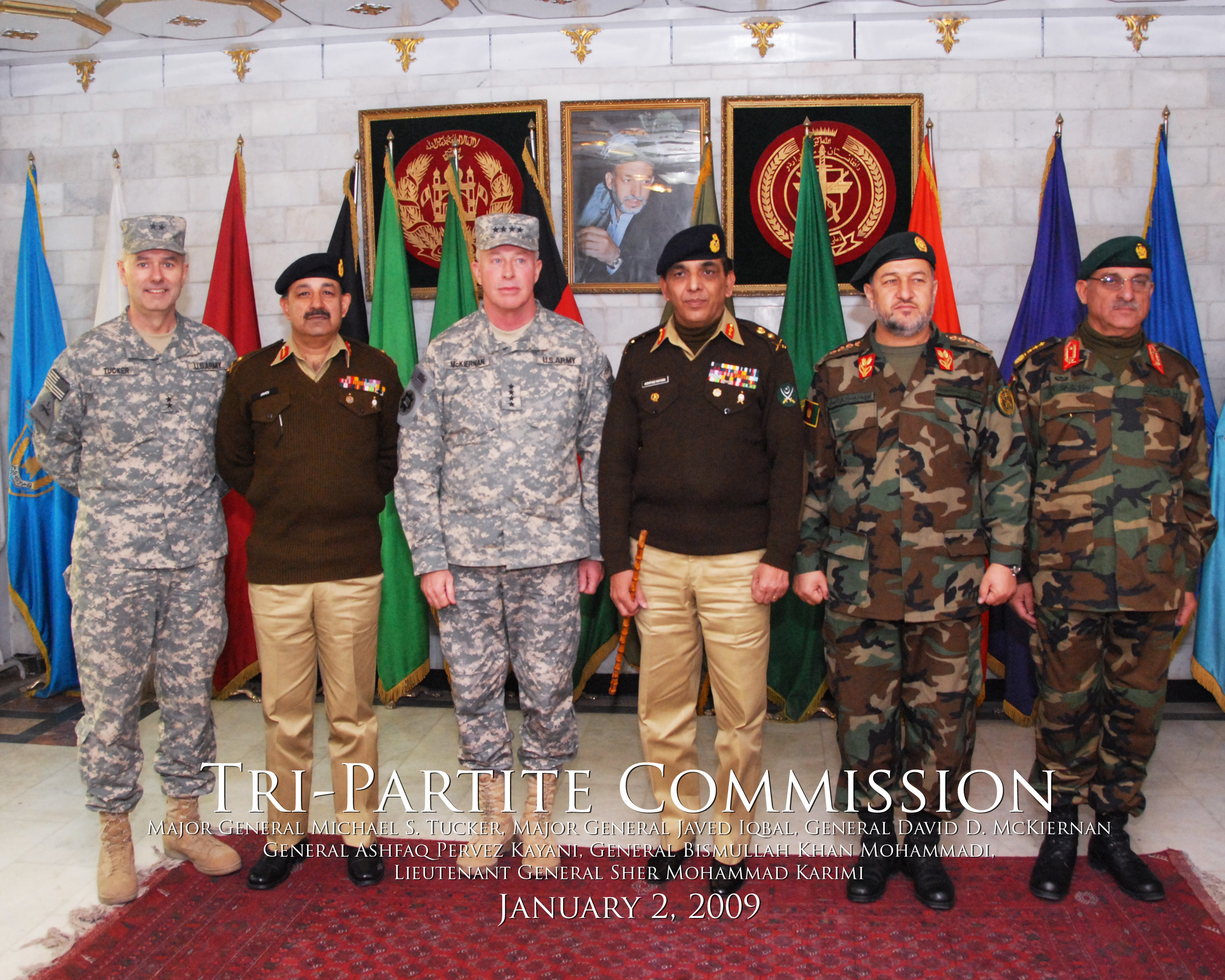
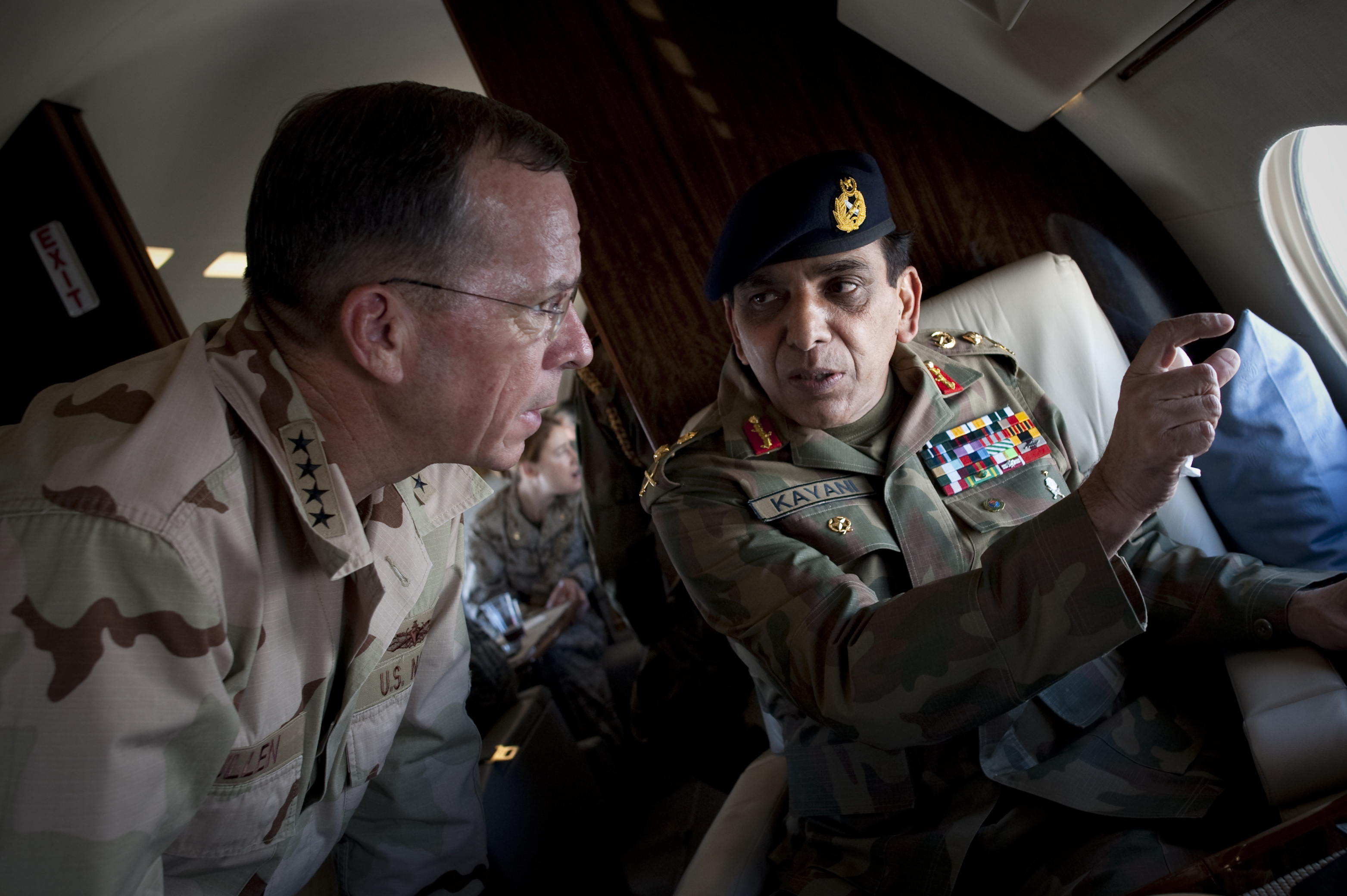